# Cladonia humilis
Cladonia humilis (With.) J.R. Laundon (1984), è una specie di lichene appartenente al genere Cladonia,  dell'ordine Lecanorales.
Il nome proprio deriva dal latino humilis, che significa vicino al terreno, poco alto, ad indicare il modo in cui si presenta all'aspetto.

## Caratteristiche fisiche
Il sistema di riproduzione è principalmente asessuato, attraverso i soredi o strutture similari, quali ad esempio i blastidi. Il fotobionte è principalmente un'alga verde delle Trentepohlia, di preferenza una Trebouxia.

## Habitat
Questa specie si adatta soprattutto a climi di tipo moderato tendente a mite, molto diffusa. Rinvenuta su suoli smossi e lavorati, spesso sabbiosi, molto raramente su legni o alberi ricoperti di muschio. Predilige un pH del substrato intermedio fra molto acido e subneutro fino a subneutro puro. Il bisogno di umidità è mesofitico.

## Località di ritrovamento
La specie è stata rinvenuta nelle seguenti località:
- Germania (Berlino, Essen, Baden-Württemberg, Meclemburgo, Renania Settentrionale-Vestfalia, Bassa Sassonia, Schleswig-Holstein, Brandeburgo, Sassonia, Turingia);
- USA (Wisconsin, Virginia Occidentale, Nebraska, Michigan, Ohio, Distretto di Columbia, Indiana);
- Canada (Nuovo Brunswick);
- Oceania (Isole Marianne);
- Spagna (Castiglia, Castiglia e León);
- Australia (Australia Occidentale, Nuovo Galles del Sud);
- Cina (Zhejiang, Jiangsu, Mongolia interna, Hubei, Xinjiang, Shanghai, Jilin, Heilongjiang, Fujian, Anhui);
- Argentina, Austria, Brasile, Cile, Corea del Sud, Danimarca, Etiopia, Finlandia, Giappone, Gran Bretagna, Irlanda, Islanda, Isole Azzorre, Isole Canarie, Lituania, Lussemburgo, Norvegia, Paesi Bassi, Polonia, Portogallo, Svezia.

In Italia questa specie di Cladonia è rara: 
- Trentino-Alto Adige, non è stata rinvenuta
- Val d'Aosta, non è stata rinvenuta
- Piemonte, estremamente rara nelle zone collinari e di pianura, non rinvenuta nel resto della regione
- Lombardia, non è stata rinvenuta
- Veneto, estremamente rara nel bellunese e nel rodigino
- Friuli, non è stata rinvenuta
- Emilia-Romagna, non è stata rinvenuta
- Liguria, abbastanza comune lungo l'arco orientale, da rara ad estremamente rara lungo l'arco occidentale
- Toscana, da piuttosto comune nelle zone interne a rara sui litorali
- Umbria, non è stata rinvenuta
- Marche, non è stata rinvenuta
- Lazio, da piuttosto comune nelle zone interne a rara sui litorali
- Abruzzi, estremamente rara in quasi tutta la regione, tranne 2-3 località dove è rara
- Molise, estremamente rara in tutta la regione
- Campania, estremamente rara nelle zone appenniniche interne, abbastanza comune in quelle preappenniniche e rara nelle zone litoranee
- Puglia, abbastanza rara nel Gargano, estremamente rara nel foggiano e nel barese; non rinvenuta altrove
- Basilicata, non è stata rinvenuta
- Calabria, da abbastanza rara sul litorale tirrenico ad estremamente rara su quello ionico
- Sicilia, abbastanza rara nel messinese, nel palermitano e nel ragusano, estremamente rara nel resto della regione
- Sardegna, da abbastanza comune sul litorale occidentale ad estremamente rara su quello orientale.[2]

## Tassonomia
Questa specie è attribuita alla sezione Cladonia; a tutto il 2008 sono state identificate le seguenti forme, sottospecie e varietà:
- Cladonia humilis var. bougeanica A.W. Archer (1989).
- Cladonia humilis var. humilis (With.) J.R. Laundon (1984).